# 木幡高清
木幡 高清（こわた たかきよ）は、戦国時代から江戸時代前期にかけての武将。相馬氏の家臣（相馬中村藩藩士）。同時代の相馬家臣・木幡継清は木幡家嫡流の当主、または叔父か従兄弟に当たるとみられる。
相馬顕胤から5代の相馬氏の主君に仕えた。相馬利胤の後見人にもなったことがある。故事に詳しく史書の編纂も行なった。寛永19年（1642年）に106歳で死去し、当時としては驚異の長寿を保った。
なお、子・清吉も中村城城下町の整備などで活躍して、5代の当主に仕えて寛文5年（1665年）に96歳の長寿を全うしている。